# 57 × 438 mm
Die 57 × 438 mm-Patrone ist eine schwedische Patrone für Bofors-Schiffsgeschütze.

## Geschichte

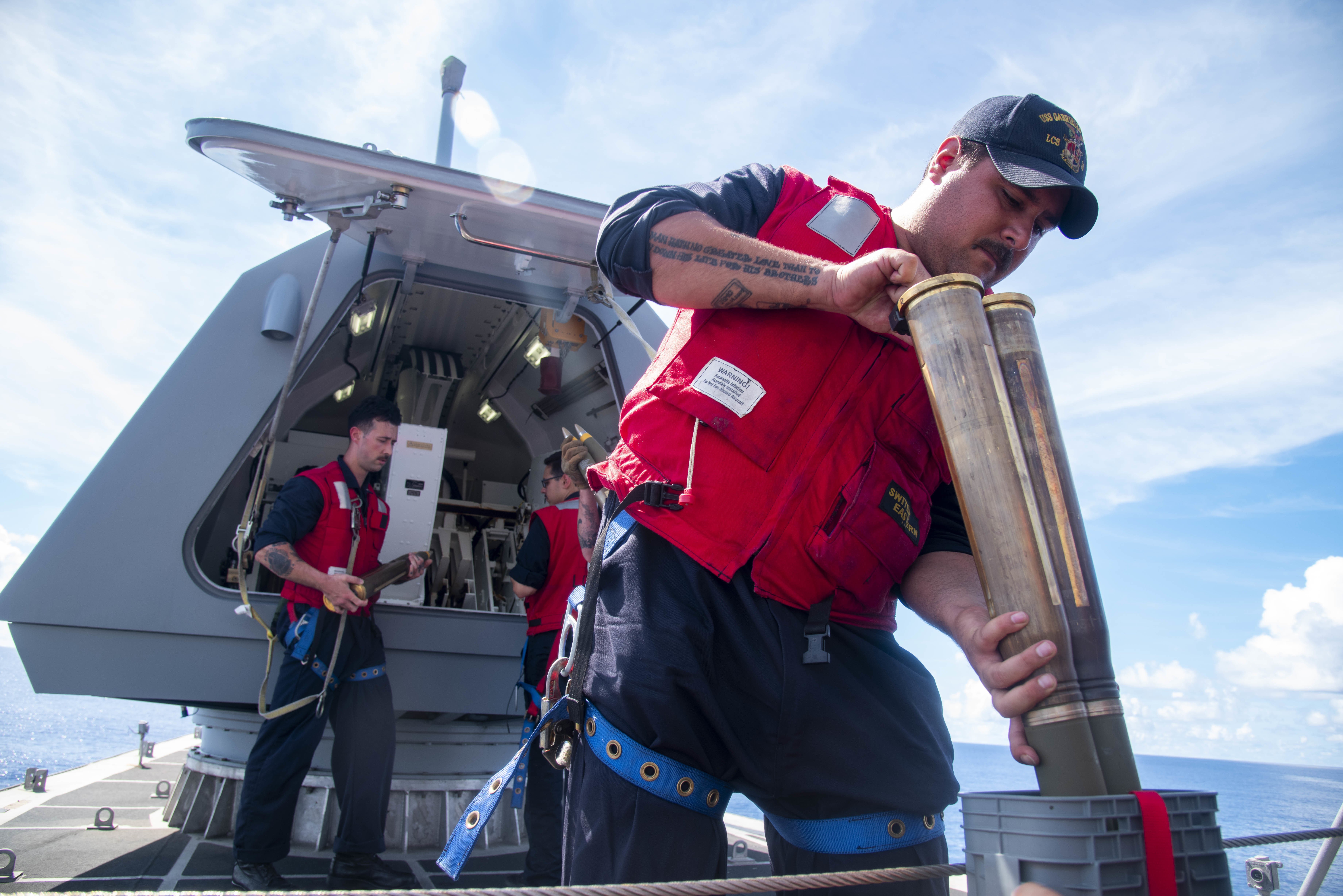
Handhabung der 57-mm-Munition

Die Patrone wurde Ende der 1940er Jahre von Bofors entwickelt und wurde anfangs in Flugabwehrkanonen genutzt. Ab den 1950er Jahren kommt sie in Schiffsgeschützen, seltener auch in Panzergeschützen, zum Einsatz. Neben Bofors (seit 2005 BAE Systems) wird die 57 × 438 mm von Sako in Finnland, SME Ordnance in Malaysia und Nammo in der Rødfos Patronfabrik in Norwegen hergestellt. 
BAE Systems entwickelte die programmierbare All-Target-Munition Bofors 57 mm 3P, die seit 2006 verfügbar ist. Das Geschoss hatte anfangs drei Modi für eine Annäherungszündung sowie Einstellungen für eine Explosion, die zeitgesteuert oder per Aufschlag erfolgt. Aktuell stehen vier Geschosstypen mit programmierbaren Zündern und sechs verschiedenen Modi gegen verschiedene Zieltypen zur Verfügung.
Im Jahr 2015 brachte BAE Systems die Ordnance for Rapid Kill of Attack Craft (ORKA) für die Mk 110 auf den Markt. Diese Geschosse sollen die Genauigkeit und Effizienz und insbesondere die Ersttrefferwahrscheinlichkeit auf anfliegende Luftziele verbessern. Sie ist mit einem Sucher ausgestattet, der durch Lasermarkierung oder autonomes Zielen die Geschosse ins Ziel führen kann.
Im Rahmen des Advanced Low Cost Munitions Ordnance Programms entwickelte L3 Technologies im Jahr 2017 das MK 332 Mod 0 High-Explosive, 4-Bolt Guided (HE-4G) Geschoss für die US Navy. Dabei handelt es sich um, durch ihre Effizienz kostengünstigere, Präzisionsgelenkte Munition mit fragmentierendem Sprengkopf.